# Isodictya chichatouzae
Isodictya chichatouzae är en svampdjursart som beskrevs av Uriz 1984. Isodictya chichatouzae ingår i släktet Isodictya och familjen Isodictyidae.
Artens utbredningsområde är havet utanför Namibia. Inga underarter finns listade i Catalogue of Life.